# Peribaea hyalinata
Peribaea hyalinata är en tvåvingeart som först beskrevs av Malloch 1930.  Peribaea hyalinata ingår i släktet Peribaea och familjen parasitflugor. Inga underarter finns listade i Catalogue of Life.